# 三垣筆記
三垣笔记，明末清初李清所撰笔记，正文三卷，另有“附识”三卷。
李清在明朝崇祯十年至弘光元年（1637年—1645年）共九年间历任刑科、吏科、工科给事中，他将当时所见所闻写成笔记，当时以刑科、吏科、工科为刑垣、吏垣、工垣，故名为《三垣笔记》。《三垣笔记》记录了当时的时闻、朝章典故及重要官员的言论行事，并补录若干臣工奏疏。共六百三十八条，约十二万六千余字。李清以“记注邸抄，多遗多讳”，“传记志状、多谀多误”，要“志十年来美恶贤否之真”。以目见者为本书，耳闻者为附识，并增《附识补遗》、《附志》、《附录》若干条。本书上、中记崇祯朝事，下记弘光朝事，附识上、中记崇祯朝事，下记弘光朝事。多涉晚明内忧外患及施政方针，谈及崇祯、弘光二帝秉政作风，性格为人。记录崇祯帝色厉内荏、刚愎自用，对臣下、爱妃多存猜忌之心；官军腐败，多有杀民冒功者；国库空虚，借民房、卖辽参、滥杀无辜、党争败国。包括刑部不敢平反东厂缉获案件、东厂索贿、崇祯帝处决五案、廷杖程序、刑部在皇帝驳招率由轻入重以奏、崇祯帝在阁臣票拟及刑部诸诏有不适意輙径予驳回或御笔涂抹、科道疏互驳皆于御前、现任加衔升任即停之例等事。为弘光帝辩娈童季女之诬，直书龚鼎孳垣中之过。另有传说故事《钱唐烈女》、《京师选淑女》、《清操凛凛》、《义犬亭》等。在清代无刻本。1912年国学粹报社始据抄本编入《古学汇刊》中。今有1982年中华书局《元明史料笔记丛刊》本，该版本以嘉业堂本作为底本。